# Sasnouka (rejon homelski)
Sasnouka (biał. Сасноўка; ros. Сосновка) – wieś na Białorusi, w obwodzie homelskim, w rejonie homelskim, w sielsowiecie Babowiczy.
W pobliżu wsi znajduje się węzeł dróg magistralnych M8 i M10.